# Allen Obando
Allen Aldair Obando Ayoví (ur. 13 czerwca 2006 w Quito) – ekwadorski piłkarz występujący na pozycji napastnika, reprezentant Ekwadoru, od 2025 roku zawodnik amerykańskiego Interu Miami.